# قناة القصباء

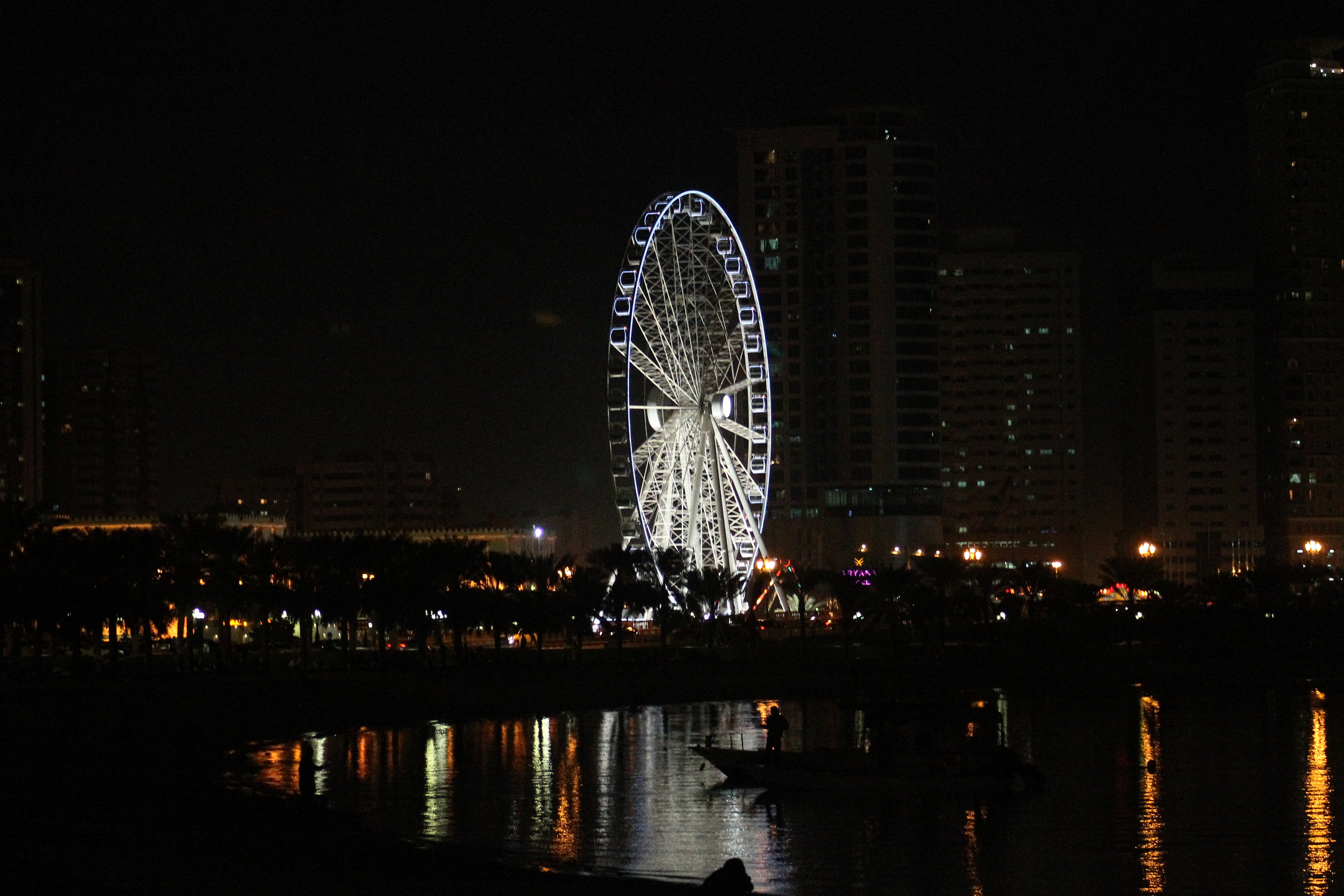
عين الإمارات

تعد قناة القصباء المائية،   أحد أهم المعالم السياحية والحضارية في إمارة الشارقة، وتربط بين بحيرة خالد وبحيرة الخان بطول كيلو متر واحد.
افتتحها صاحب السمو الشيخ الدكتور سلطان بن محمد القاسمي عضو المجلس الأعلى حاكم الشارقة في التاسع من نوفمبر عام 2000م.

## فينيسيا الشارقة
تعتبر قناة القصباء فينيسيا الشارقة حيث تربط قناة القصباء التي يبلغ طولها 1.000 متر بحيرة الخان وبحيرة خالد. يضم القصران التوأمان على جانبي ضفة القناة منظمات ومؤسسات إسلامية تعليمية وعلمية وثقافية ومنظمات غير حكومية تشمل جمعية الاجتماعيين وجمعية حماية اللغة العربية. وتم إنشاء ثلاثة جسور فوق القناة للسيارات وجسر آخر للمشاة. وتشمل الخطط المستقبلية لهذه المنطقة إنشاء ممرات متصلة تطل على مناظر طبيعية خلابة تربط بحيرة خالد بقرية الخان.
وتتميز منطقة القصباء بوجود عجلة "عين الإمارات"عجلة ترفيهية،هي الأكبر من نوعها في الشرق الأوسط، ، حيث ترتفع العجلة 60 متراً بعربات بيضاء .تمتع الركاب بمنظر بانورامي يمتد لمسافة 25 إلى 30 ميلاً تشمل آفاق الشارقة ودبي. 
كما تتميز بالنافورة الموسيقية الملونة  التي تعد الأكبر على مستوى المنطقة 

## روابط خارجية
الموقع الرسمي